# مهرداد نصرتی
مهرداد نصرتی (متولد ۳ دی ۱۳۵۳ در تهران)، آهنگ‌ساز، تنظیم‌کننده و خواننده ایرانی است. او در کارنامه هنری‌اش سابقه همکاری با خوانندگان مطرحی همچون ناصر عبداللهی، رضا صادقی، روزبه نعمت‌الهی، بهنام صفوی، سعید شهروز، امیر تاجیک، احسان خواجه امیری و … را دارد.

## زندگی شخصی
مهرداد نصرتی ۳ دی ۱۳۵۳ در تهران (خیابان پیروزی چهارراه کوکاکولا) و در یک خانواده متوسط به دنیا آمد. پدرش نجار و مادرش خانه‌دار بود. دو برادر و دو خواهر دارد و فرزند دوم خانواده است. سال ۱۳۵۹ به همدان مهاجرت می‌کنند و در سال ۱۳۶۳ با موسیقی آشنا می‌شود. همه خانواده علاقه‌مند موسیقی و هنر بودن و همیشه مورد تشویق قرار می‌گرفت و از همین رو برادرش محمد نصرتی نیز پیش از او شروع به یادگیری موسیقی کرد. ابتدا با ساز فلوت و بعد ساکسیفون آلتو و سوپرانو شروع به کار کرد و خیلی سریع به فراگیری پرداخت و در سال ۱۳۶۶ رتبه اول نوازندگی در ساز ساکسیفون رو در جشنواره رامسر بدست آورد. چون از ابتدا با موزیک نظامی نزد استاد عزیزالله قیطاسی شروع به آموختن کرده بود در سال ۱۳۶۵ در دوران جنگ برای اجرای برنامه به جبهه رفت و در سردشت و بانه و اهواز آبادان و سوسنگرد به همراه برادر و ارکستر نظامی همدان به اجرای برنامه پرداخت.
در دوران متوسطه با تشکیل گروه سرود در مدرسه هر سال در مسابقات سرود استانی شرکت می‌کرد و جایزه‌های متعددی در یافت کرد و در مراسم و برنامه‌های مختلف به اجرای برنامه می‌پرداخت.
حدوداً از سال ۱۳۶۶ با تئاتر آشنا شد و برای بازیگری و اجرای موسیقی در تئاتر شروع به فعالیت کرد و سال‌های زیادی درگیر ساخت موسیقی نمایش بود.
در سال‌های ۱۳۷۱ تا ۱۳۷۴ جایزه بهترین آهنگسازی را در جشنواره سراسری کودک و نوجوان کسب کرد.
در همان سال‌ها با انجمن فیلمسازان جوان آشنا شد و چون علاقه زیاد به ساخت موسیقی فیلم داشت برای فیلم‌های هشت و شانزده میلیمتری کوتاه و نیمه‌بلند صداگذاری و آهنگسازی کرد. در سال ۱۳۷۲ جایزه بهترین موسیقی و صداگذاری را برای فیلم «سخنرانی» ساخته حسن صلح‌جو دریافت کرد.

## فعالیت حرفه‌ای
با شروع مجدد موسیقی پاپ در کشور با ناصر عبداللهی آشنا شد و مسیر کار و همکاری با ناصر در زندگی شخصی او تأثیرات زیادی گذاشت. این دوستی و همکاری تا پایان زندگی ناصر عبداللهی ادامه داشت و همین موضوع باعث همکاری آنها در چندین آلبوم ناصر عبداللهی شد.
آهنگ‌های زلف رها، بی‌همتا، مهرعلی و زهرا، خونه و راز و چندین آهنگ دیگر از ساخته‌های وی می‌باشد. فوت ناصر عبداللهی اندوه زیادی برای این آهنگساز بوجود آورد و برای مدت طولانی او را از عرصه کار و هنر دور کرد. در ادامه با صدا و سیما و برنامه‌های تلویزیونی و خوانندگانی مانند رضا صادقی (کوله پشتی) و محمد علیزاده (جزر و مد که سال بعد به ماه عسل تغییر نام پیدا کرد) همکاری کرد.
با آهنگ «یه مسجد» که با صدای امیر تاجیک اجرا شد و خیلی مورد توجه قرار گرفت در عرصه موسیقی پاپ جایگاه خوبی پیدا کرد. این اثر در صد اثر برتر بعد از انقلاب از نظر کارشناسان موسیقی سازمان صدا و سیما جایگاه پنجم را به خود اختصاص داده‌است.
همکاری با احسان خواجه امیری نقطه‌عطفی در کارنامه او به حساب می‌آید.
وی در آلبوم‌های فصل تازه، یک خاطره از فردا، پاییز تنهایی و چندین سریال و برنامه تلویزیونی همکاری داشته که با تیتراژ ماه عسل ۹۴ بهترین تیتراژ سال برای این خواننده ساخت. همچنین بهترین ترانه دوسالانه صداوسیما را با آهنگ سریال هشت و نیم دقیقه با صدای احسان خواجه‌امیری به دست آورد.
از سال ۷۶ همزمان همکاری خود را با تئاتر و سینما ادامه داد و با قطب‌الدین صادقی و نصرالله قادری در عرصه نمایش آثار این دو کارگردان را آهنگسازی کرد. همچنین در سینما برای کارگردانانی مانند علیرضا امینی و سامان سالور و سعید تهرانی موسیقی فیلم  ساخت و در جشنوارهای مختلف جهانی شرکت کرد.
وی علاوه بر آهنگسازی، در عرصه خوانندگی نیز آثار زیادی را اجرا کرده و تیتراژها و تک‌آهنگ‌هایی را نیز روانه بازار کرده لسا. همچنان وی در تمامی عرصه‌های موسیقی پاپ، موسیقی کودک و نوجوان، سینما و تلویزیون و تئاتر فعال است و مشغول ساخت آهنگ‌های جدید برای برنامه‌های مختلف می‌باشد

### فیلم سینمایی
- دانه‌های ریز برف (علیرضا امینی- ۱۳۸۲)
- ساکنین سرزمین سکوت (سامان سالور- ۱۳۸۲)
- سربلند (سعید تهرانی- ۱۳۸۵)

### فیلم‌های انیمیشن
- نیایش (۱۳۷۵)
- توزان (۱۳۸۴)
- حجرالسود (۱۳۸۵)
- پلاک (۱۳۹۴) به کارگردانی امیر کساوندی[۸]
- کیخان (۱۳۹۴)

### نمایش‌ها
۱- کدام یک از ما- نویسنده: صادق عاشورپور- کارگردان: محمدجواد کبودرآهنگی- جشنواره شیراز- ۱۳۶۹
۲- دنیا نمی‌خواست بمیرد- نویسنده و کارگردان: مهدی محتشم صفا- جشنواره فجر- ۱۳۷۴- تالار چهارسو
۳- مسبب کیه- نویسنده: صادق عاشورپور- کارگردان: محمد جواد کبودرآهنگی- جشنواره سنتی- ۱۳۷۱- تالار محراب
۴- بلبل سرگشته- نویسنده: علی نصیریان- کارگردان: محمد جواد کبودرآهنگی- تالار محراب- ۱۳۷۲
۵- شاه می‌میرد- نویسنده: اوژن یونسکو- کارگردان: محمد جواد کبودرآهنگی- تالار فجر- ۱۳۷۳
۶- نمایش عروسکی مقصر کیه- نویسنده: صادق عاشورپور- کارگردان: محمد جواد کبودرآهنگی- جشنواره بین‌الملی عروسکی- تئاترشهر- ۱۳۷۴
۷- پاییزتر از برگهای فصل- نویسنده: اصغر فکوی- کارگردان: بهرام دوست‌قرین- جشنواره استانی- ۱۳۷۴- تالار فجر
۸- روزهای بلوط- نویسنده: اصغر بلوطی- کارگردان: شیدا بلوریان- جشنواره فجر- ۱۳۷۵- تئاترشهر تالار کوچک
۹- زنان صبرا مردان شتیلا- نویسنده و کارگردان: قطب‌الدین صادقی- جشنواره فجر- ۱۳۷۶- تالار وحدت
۱۰- آرش- نویسنده: بهرام بیضایی- کارگردان: قطب‌الدین صادقی- جشنواره فجر- ۱۳۷۷- تالار چهارسو
۱۱- حدیث آصف زهر خورده از بهر آنکه راست کردار بود- نویسنده و کارگردان: نصرالله قادری- جشنواره هند، فجر و کاتاک-۱۳۷۸
۱۲- افسانه پدر- نویسنده و کارگردان: نصرالله قادری- جشنواره فجر- ۱۳۷۹- تالار چهارسو
۱۳- خط عشق- نویسنده و کارگردان: قطب‌الدین صادقی- جشنواره فجر- ۱۳۷۹- تالار چهارسو
۱۴- پیکره‌های بازیافته- نویسنده و کارگردان: قطب‌الدین صادقی- سالن موزه میراث فرهنگی- ۱۳۷۷
۱۵- هفت قبیله گمشده- نویسنده و کارگردان: قطب‌الدین صادقی- جشنواره فجر- ۱۳۸۰- تالار چهارسو
۱۶- هنگامه‌ای که آسمان شکافت- نویسنده و کارگردان: نصرالله قادر- تماشاخانه مهر- حوزه هنری- ۱۳۸۲
۱۷- کوچه‌های عاشقی- نویسنده و کارگردان: نصرالله قادری- تالار سنگلج- ۱۳۸۹
۱۸- کشتار خاموش- نویسنده و کارگردان: نصرالله قادری- تالار سایه- ۱۳۹۰

### فیلم و سریال‌های تلویزیونی
۱- روز طولانی- کارگردان: علی شوقیان
۲- بچه نشو- کارگردان: احمد درویشعلی‌پور
۳- برنامه‌های زنده تلویزیونی عمو پورنگ از سال ۱۳۸۹ تا اکنون
۴- سریال محله گل و بلبل ۱و ۲ و۳- کارگردان: احمد درویشعلی‌پور
۵- سریال بالشتها- کارگردان: احمد دریشعلی‌پور
۶- تیتراژ سریال هشت و نیم دقیقه- کارگردان: شهرام شاه‌حسینی
۷- بچه محل- کارگردان: احمد درویشعلی‌پور

### برنامه‌های تلویزیونی
- کوله پشتی
- بچه محل
- محله گل و بلبل
- مژده بده
- فوق‌العاده
- جزر و مد
- ماه عسل
- جشن رمضان
- نیمروز
- مردم چی میگن
- خانواده ۱
- طبیب
- امروزی‌ها
- شهرباران
- سیمای خانواده
- عصر خانواده
- رضا
- کاملاً دخترونه[۱۱]
- عصر جدید[۱۲]
- کلبه عمو پورنگ
- لالایی[۱۳]

## آلبوم‌ها
مهرداد نصرتی تاکنون در ۷ آلبوم به عنوان ترانه‌سرا و آهنگساز حضور داشته است:
- زیر آسمان شهر (امیر تاجیک ۱۳۸۱)[۱۴]
- بوی شرجی (ناصر عبداللهی زلف رها ۱۳۸۱)
- هوای حوا (ناصر عبداللهی بی همتا ۱۳۸۲)
- ماندگار (ناصر عبداللهی ۱۳۸۵)
- فصل تازه (احسان خواجه امیری ۱۳۸۷)[۱۵]
- یه خاطره از فردا (احسان خواجه امیری ۱۳۸۹)[۱۶]
- پائیز تنهایی (احسان خواجه امیری ۱۳۹۳)[۱۷]

## ترانه‌شناسی
برخی از فعالیت‌های مهرداد نصرتی عبارتند از:
| ردیف | ترانه                                  | خواننده           | ترانه‌سرا         | آهنگسازی     | تنظیم             |
| ---- | -------------------------------------- | ----------------- | ---------------- | ------------ | ----------------- |
| ۱    | نمیدونی                                | احسان خواجه امیری | امیر پیر نهان    | مهرداد نصرتی | احسان خواجه امیری |
| ۲    | شیرین                                  | احسان خواجه امیری | حسین متولیان     | مهرداد نصرتی | علی ثابت          |
| ۳    | خوشبختی                                | احسان خواجه امیری | مونا برزویی      | مهرداد نصرتی | علی ثابت          |
| ۴    | حقیقت داره دلتنگی                      | احسان خواجه امیری | زهرا عاملی       | مهرداد نصرتی | علی ثابت          |
| ۵    | عشق میاد                               | احسان خواجه امیری | امیر پیر نهان    | مهرداد نصرتی | علی ثابت          |
| ۶    | نمیدونم                                | احسان خواجه امیری | مونا برزویی      | مهرداد نصرتی | سیروان خسروی      |
| ۷    | دارم میام پیشت                         | احسان خواجه امیری | مریم اسدی        | مهرداد نصرتی | مهرداد نصرتی      |
| ۸    | دنیا ما رو نخواست                      | احسان خواجه امیری | مجید افشاری      | مهرداد نصرتی | مهرداد نصرتی      |
| ۹    | مژده بده (تیتراژ)                      | احسان خواجه امیری | فرزاد حسنی       | مهرداد نصرتی | مهرداد نصرتی      |
| ۱۰   | آتش عطش                                | احسان خواجه امیری | افشین یدالهی     | مهرداد نصرتی | ایمان حجت         |
| ۱۱   | گذشته‌ها                                | احسان خواجه امیری | حسین غیاثی       | مهرداد نصرتی | هومن نامداری      |
| ۱۲   | با توام (تیتراژ سریال هشت و نیم دقیقه) | احسان خواجه امیری | حسین غیاثی       | مهرداد نصرتی | ایمان حجت         |
| ۱۳   | بغض (تیتراژ ماه عسل)                   | احسان خواجه امیری | روزبه بمانی      | مهرداد نصرتی | هومن نامداری      |
| ۱۴   | زلف رها                                | ناصر عبداللهی     | یوسفعلی میرشکاک  | مهرداد نصرتی | ناصر عبداللهی     |
| ۱۵   | بی‌همتا                                 | ناصر عبداللهی     | مهدی کریمی منسوب | مهرداد نصرتی | بهنام ابطحی       |
| ۱۶   | آزادی                                  | ناصر عبداللهی     | جعفر دهقان       | مهرداد نصرتی | مهرداد نصرتی      |
| ۱۷   | دست نامرئی شب                          | ناصر عبداللهی     | حسین متولیان     | مهرداد نصرتی | مهرداد نصرتی      |
| ۱۸   | راز                                    | ناصر عبداللهی     | نیلوفرلاری پور   | مهرداد نصرتی | مهرداد نصرتی      |
| ۱۹   | خونه                                   | ناصر عبداللهی     | مهدی محتشم صفا   | مهرداد نصرتی | مهرداد نصرتی      |
| ۲۰   | مهر علی و زهرا                         | ناصر عبداللهی     | فرزاد حسنی       | مهرداد نصرتی | مهرداد نصرتی      |
| ۲۱   | کوله‌پشتی                               | رضا صادقی         | فرزاد حسنی       | مهرداد نصرتی | مهرداد نصرتی      |
| ۲۲   | من با توام                             | رضا صادقی         | احمد امیرخلیلی   | مهرداد نصرتی | رامیرو            |
| ۲۳   | جزر و مد                               | محمد علیزاده      | فرزاد حسنی       | مهرداد نصرتی | مهرداد نصرتی      |
| ۲۴   | دلتنگتم                                | محمد علیزاده      | حسین غیاثی       | مهرداد نصرتی | شهاب اکبری        |
| ۲۵   | یه مسجد                                | امیر تاجیک        | مهدی شادمانی     | مهرداد نصرتی | مهرداد نصرتی      |
| ۲۶   | خونه                                   | روزبه نعمت الهی   | زهرا عاملی       | مهرداد نصرتی | رامیرو            |
| ۲۷   | امروزی‌ها                               | روزبه نعمت الهی   | احمد امیرخلیلی   | مهرداد نصرتی | حامد برادران      |
| ۲۸   | دلشکسته                                | محسن فرحی         | مهدی محتشم صفا   | مهرداد نصرتی | مهرداد نصرتی      |
| ۲۹   | بسه برگرد                              | روزبه بمانی       | روزبه بمانی      | مهرداد نصرتی | سعید زمانی        |
| ۳۰   | تاریک                                  | روزبه بمانی       | روزبه بمانی      | مهرداد نصرتی | سعید رضایی        |

## تک ترانه‌ها
آهنگ‌ها با خوانندگی مهرداد نصرتی
| ردیف | ترانه                         | ترانه‌سرا       | تنظیم                    |
| ---- | ----------------------------- | -------------- | ------------------------ |
| ۱    | حال این روزام                 | حسین غیاثی     | رامیرو                   |
| ۲    | حس من                         | حسین غیاثی     | رامیرو                   |
| ۳    | خوبه حالم باتو                | یلدا انگالی    | زانیار خسروی             |
| ۴    | تیتراژ کوله پشتی              | فرزاد حسنی     | مهرداد نصرتی (رضا صادقی) |
| ۵    | تیتراژ جزر و مد               | مجید افشاری    | مهرداد نصرتی             |
| ۶    | تیتراژ نیمروز                 | امیر پیر نهان  | مهرداد نصرتی             |
| ۷    | دل دریا (همخوانی با سمیر زند) | فرید احمدی     | مجید رضازاده             |
| ۸    | تیتراژ مردم چی میگن           | حسین غیاثی     | رامیرو                   |
| ۹    | کوه آتیش                      | یلدا انگالی    | رامیرو                   |
| ۱۰   | تمومه توم                     | حسین غیاثی     | رامیرو                   |
| ۱۱   | ای عشق                        | حسین غیاثی     | مهرداد نصرتی             |
| ۱۲   | گل سر                         | احمد امیرخلیلی | سعید رضایی               |
| ۱۳   | موندیم من و تو                | معین برزه      | سعید رضایی               |